# 巴基斯坦国家图书馆
巴基斯坦國家圖書館（烏爾都語：قومی کتب خانہ پاکستان）位於巴基斯坦首都伊斯蘭馬巴德，最初成立於1951年。現今的馆舍于1988年6月建成，馆藏和工作人员同年搬入新馆。1993年8月24日，总理莫因·库雷希主持开馆仪式，自此巴基斯坦国家图书馆面向公众开放，联邦政府图书馆部门也设在该馆。目前擁有130,000冊館藏和600份手稿。根据《1962版权条例》，巴基斯坦国家图书馆接收呈缴本，以保存该国所有的出版物，并向民眾提供；此外，巴基斯坦國家圖書館还是亚洲开发银行、国际劳工组织等国际组织的文献托存机构。

## 館舍
巴基斯坦国家图书馆座落于伊斯兰堡20世纪90年代建成的一座建筑物中，馆舍地段长152.4米宽34.14米，建筑物为4层楼，总面积约15700平方米，包括一个礼堂、15个研究室、500个阅览座位，书库可容纳100万卷图书。

## 外部連結
- 巴基斯坦國家圖書館 （页面存档备份，存于）